# Marino Defendi
Marino Defendi est un footballeur italien né le 19 août 1985 à Bergame en Italie. Il évolue au poste de milieu de terrain.

## Biographie

### En club
Formé à l'Atalanta, Marino Defendi fait ses débuts professionnels sous les ordres de Delio Rossi le 22 février 2005 à l'occasion de la 25e journée de Serie A face au Bologne FC 1909 en remplaçant Stephen Makinwa à la 89e minute du match.
Il reste dans son club formateur jusqu'en 2011, au cours de ses années à Bergame, il est prêté en 2007-2008 au Chievo Vérone, en 2009-2010 à l'US Lecce et en 2011 à l'US Grosseto.
Il signe par la suite à l'AS Bari durant l'été 2011.

### En sélection
Marino Defendi fait partie de la sélection italienne qui atteint les quarts-de-finale de la coupe du monde des moins de 20 ans 2005.
Il participe à l'Euro espoirs 2006 avec la sélection espoirs italienne qui est défaite dès le premier tour.

## Statistiques
| Saison                | Club                  | Championnat           | Championnat | Championnat | Coupe(s) nationale(s) | Coupe(s) nationale(s) | Total | Total |
| Saison                | Club                  | Division              | M.          | B.          | M.                    | B.                    | M.    | B.    |
| 2004-2005             | Atalanta Bergame      | Serie A               | 1           | 0           | -                     | -                     | 1     | 0     |
| 2005-2006             | Atalanta Bergame      | Serie B               | 31          | 4           | 4                     | 1                     | 35    | 5     |
| 2006-2007             | Atalanta Bergame      | Serie A               | 17          | 1           | 2                     | 0                     | 19    | 1     |
| 2007-2008             | Atalanta Bergame      | Serie A               | 6           | 0           | 1                     | 0                     | 7     | 0     |
| 2007-2008             | Chievo Vérone (prêt)  | Serie B               | 4           | 0           | -                     | -                     | 4     | 0     |
| 2008-2009             | Atalanta Bergame      | Serie A               | 19          | 0           | 1                     | 0                     | 20    | 0     |
| 2009-2010             | US Lecce (prêt)       | Serie B               | 26          | 3           | 2                     | 1                     | 28    | 4     |
| 2010-2011             | Atalanta Bergame      | Serie B               | -           | -           | 1                     | 0                     | 1     | 0     |
| 2010-2011             | US Grosseto (prêt)    | Serie B               | 18          | 1           | -                     | -                     | 18    | 1     |
| 2011-2012             | AS Bari               | Serie B               | 26          | 0           | 1                     | 0                     | 27    | 0     |
| 2012-2013             | AS Bari               | Serie B               | 35          | 2           | 1                     | 0                     | 36    | 2     |
| 2013-2014             | AS Bari               | Serie B               | 36+3        | 5+0         | 2                     | 0                     | 41    | 5     |
| 2014-2015             | FC Bari               | Serie B               | 32          | 0           | 1                     | 0                     | 33    | 0     |
| 2015-2016             | FC Bari               | Serie B               | 30+1        | 2+0         | 1                     | 1                     | 32    | 3     |
| 2016-2017             | FC Bari               | Serie B               | -           | -           | 2                     | 0                     | 2     | 0     |
| Total sur la carrière | Total sur la carrière | Total sur la carrière | 285         | 18          | 19                    | 3                     | 304   | 21    |